# Nida Al-Mutawasit
Nida Al-Mutawasit (en árabe: نداء المتوسط‎, lit. 'La llamada del Mediterráneo') es una serie de televisión siria cuya producción comenzó en 1999 y se detuvo después de haber filmado quince episodios de los treinta y tres originalmente planeados, debido a circunstancias nunca aclaradas.

## Sinopsis
El argumento de la serie aparece recogido en el sitio web personal de su director, Basil Al-Khatib:

Ugarit. La antigua civilización siria emerge en una gran epopeya dramática que narra las conquistas de este reino sirio, que ofreció a la humanidad su mayor logro: el primer alfabeto. Frente a los enemigos externos e internos, destaca la sabiduría de su rey y su mentalidad política racional... para que Ugarit triunfe después de luchas implacables y exalte la palabras verdad y libertad.
Sitio web oficial de Basil Al-Khatib.

## Localización
Los estudios cinematográficos se establecieron en Latakia, y gran parte de la filmación tuvo lugar en Wadi Qandil, donde se construyeron para la ocasión un conjunto de decorados en la orilla del mar que fueron inaugurados por el ministro de Información Muhammad Salman.

## Reparto
El elenco incluía a diversas celebridades del cine y la televisión sirias de la época:
- Norman Asaad.
- Assaad Feddah como el rey de Ugarit.
- Muna Wassef como la reina madre.
- Samer al-Masry.
- Farah Bsissou.
- Jihad Saad.
- Lina Hawarna.
- Shadi Zeidan.
- Waddah Halloum como Katnu, comandante de la guardia.
- Kosai Khauli como Lariman de Biblos.
- Rana Abyadh.
- Mania Nabwani.
- Bassam Lotfi como el educador del príncipe y la princesa.
- Hani El-Romani.
- Zinati Qudsia como el profesor responsable de la enseñanza del alfabeto ugarítico.
- Hasan Oweiti como el senador.
- Tayseer Idris como Rasha Babu, un mercader arribista y avaro.
- Ghazwan Safadi como Armano, un marinero.
- André Skaff.

## Cancelación
El rodaje se vio interrumpido por motivos que no fueron aclarados oficialmente, aunque miembros del departamento de producción aludieron a cuestiones relativas a la orientación política de la serie y el director Basil Al-Khatib apuntó a una «calumnia barata» como desencadenante de la suspensión. En cualquier caso la filmación nunca se reanudó, abortándose la serie en su decimoquinto episodio. Dado que su presupuesto había superado los 50 millones de libras sirias y había sido patrocinada por el Ministerio de Información, la cancelación de Nida Al-Mutawasit provocó una sucesión de convulsiones a las que se vieron expuestas importantes figuras del país.
El guionista Marwan Sakr falleció en un accidente de tránsito antes de iniciarse el rodaje de la serie en 1999.